# Piz Piot
Der Piz Piot ⓘ (zu lombardisch piot(t)a für ‚Platte‘ aus dem lateinischen plautus für ‚plattfüssig‘) ist ein Berg südlich von Juf im Kanton Graubünden in der Schweiz mit einer Höhe von 3052 m ü. M. Der Berg besitzt einen Doppelgipfel mit dem höheren Ostgipfel, der über einen leicht eingesattelten First mit dem 500 m entfernten Westgipfel (3037 m) zusammenhängt.

## Lage und Umgebung
Der Piz Piot gehört zur Kette Gletscherhorn - Piz Piot, einer Untergruppe der Oberhalbsteiner Alpen. Auf dem Gipfel treffen sich die Gemeindegrenzen zwischen Avers und Bregaglia. Im Norden des Piz Piot verläuft die Juferalpa, im Nordwesten die Bergalga, im Südwesten wird der Gipfel durch das Val da la Duana und im Südosten durch das Val Maroz umgrenzt. Auf der Nordflanke befindet sich der Piotgletscher.
Vom Ostgipfel fallen ein ziemlich breiter Schutt- und Schrofengrat zum Juferjoch und mehrere Felsrippen in die Val Lunga ab. Vom Westgipfel gehen drei Grate aus: der zum Piotjoch abfallende Nordgrat, der zum Ostgipfel führende First und der Westgrat, welcher sich in weitem Bogen über mehrere Erhebungen zum Piz Mungiroi fortsetzt.
Zu den Nachbargipfeln gehören im Osten der Piz Mäder, im Nordosten der Piz Turba und der Piz Forcellina, im Nordwesten die Grauhörner, das Juferhorn und das Wengahorn, im Südwesten der Piz Mungiroi, der Piz Predarossa und das Gletscherhorn und im Süden der Piz Duan.
Der am weitesten entfernte sichtbare Punkt befindet sich 303 km in südwestlicher Richtung in unmittelbarer Nähe des Monte Argentera in der italienischen Region Piemont.
Talort ist Juf, häufige Ausgangspunkte sind Juf, Juppa und Casaccia.

## Routen zum Gipfel

### Sommerrouten

#### Über den Nordgrat
- Ausgangspunkt: Juf (2116 m) oder Juppa (1980 m)
- Via: Piotjoch (2821 m), Westgipfel

1. Von Juf durch die Juferalpa zum Piotjoch
2. Von Juppa durch das Bergalga, beim Olta Stofel (2074 m) gegen Osten zu P.2746 und dann zum Piotjoch

- Schwierigkeit: L, bis zum Piotjoch EB
- Zeitaufwand:

1. 3 Stunden von Juf
2. 3½ Stunden von Juppa

#### Über den Nordostgrat
- Ausgangspunkt: Juf (2116 m) oder Casaccia (1458 m)
- Via: Juferjoch (2764 m)

1. Von Juf durch die Juferalpa zum Juferjoch
2. Von Casaccia Richtung Lägh da la Duäna bis P.2081, dann zum Juferjoch

- Schwierigkeit: EB
- Zeitaufwand:

1. 2¾ Stunden von Juf
2. 5¼ Stunden von Casaccia

#### Durch den Kessel von Mungiroi
- Ausgangspunkt: Casaccia (1458 m)
- Via: Lägh da la Duäna (2466 m)
- Schwierigkeit: EB, bis zum Lägh da la Duäna als Wanderweg weiss-rot-weiss markiert
- Zeitaufwand: 5¼ Stunden (2 Stunden vom Lägh da la Duäna)

### Winterrouten

#### Von Juf
- Ausgangspunkt: Juf (2116 m)
- Via: Juferalpa, Piotjoch (2821 m), Westgipfel (3037 m)
- Expositionen: N, E
- Schwierigkeit: WS
- Zeitaufwand: 3½ Stunden

#### Abfahrt durchs Bergalga Tal
- Ziel: Juppa (1980 m)
- Via: Piotjoch, P.2747, P.2650, Olta Stofel
- Expositionen: NW
- Schwierigkeit: ZS+

## Galerie

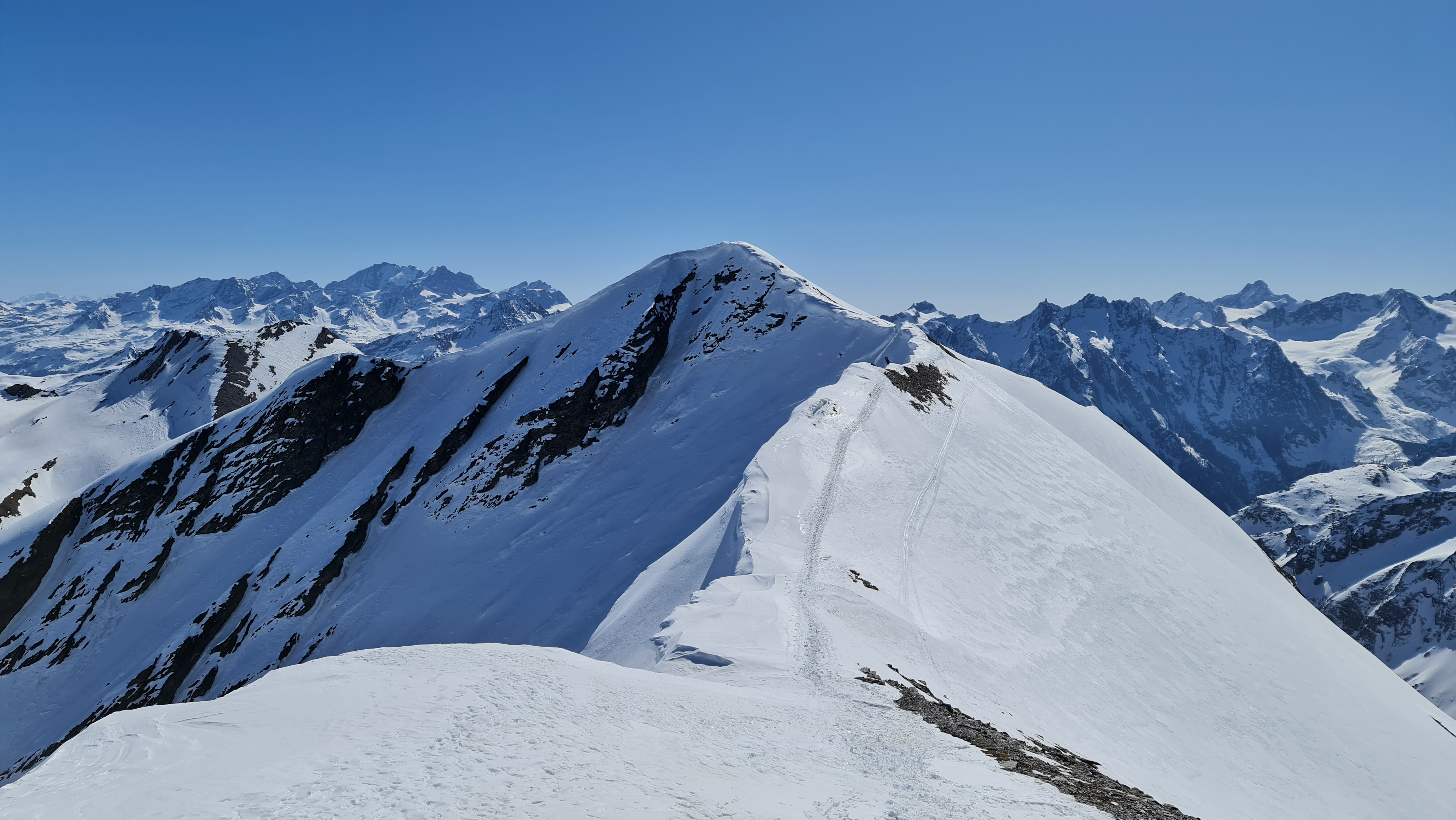
Der Blick vom Westgipfel (3037 m) zum Hauptgipfel (3052 m)
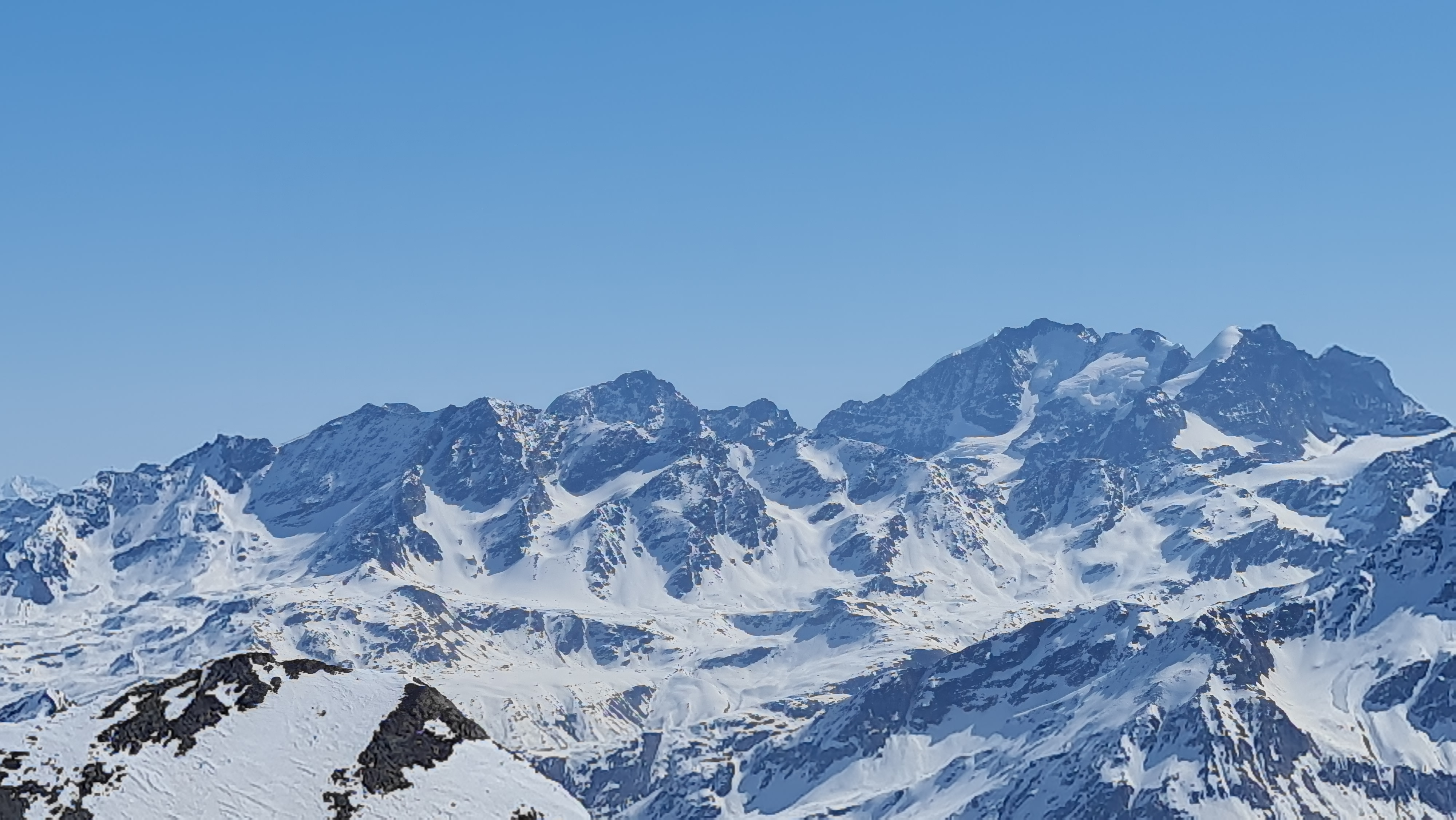
Blick nach Osten zu den Bernina-Alpen (für Annotationen der einzelnen Berge aufs Bild klicken)
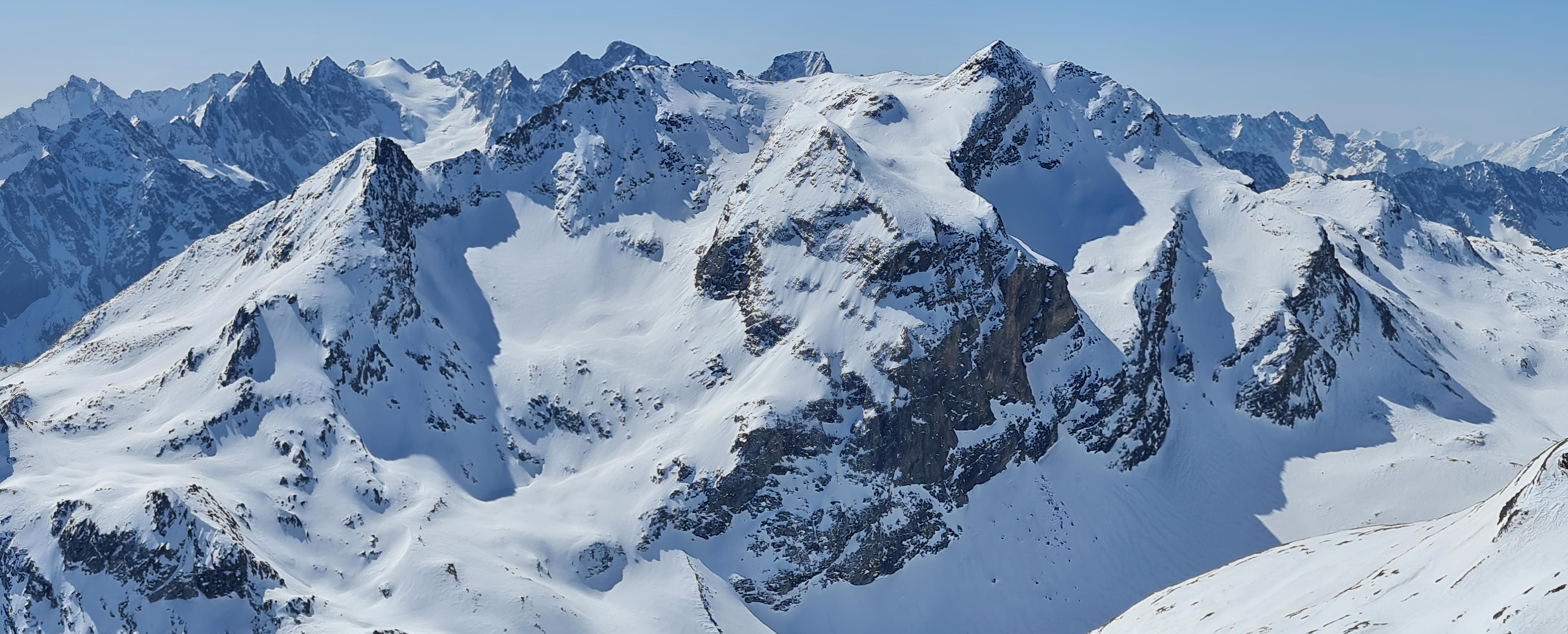
Blick nach Süden zum Piz Duan, im Hintergrund der Piz Badile.